# Eleanor Vachell
Eleanor Vachell (1879–1948) fue una botánica, exploradora, y taxónoma galesa, recordada especialmente por su trabajo de identificación de la flora de Glamorganshire y su conexión con el Museo Nacional de Gales donde fue la primera mujer en ser miembro de su Consejo y Tribunal de Gobernadores. El museo hoy resguarda su diario botánico, notas, libros, registros y especímenes.

## Biografía
Era la mayor de Winifred y Charles Tanfield Vachell, un médico en Cardiff; donde nace el 8 de enero de 1879, seguido en 1890 por su hermano Eustace y su hermana Sylvia. Asistió a la escuela en Cardiff, Malvern, y Brighton. Su padre, también botánico amateur entusiasta, y de niña participó en sus viajes botánicos a través del Reino Unido e Irlanda así como a Brittany, Noruega y Suiza. Empezó a llevar un diario botánico cuando tenía doce; y, lo utilizó en todas las partes de sus expediciones y de sus hallazgos. Su ambición era ver in situ cada planta reconocida como especie británica y marcaba sus hallazgos al colorear ilustraciones, en ese libro de referencia. Eso finalmente la llevó a construir un conocimiento casi incomparable de plantas británicas e irlandesas, en sus hábitats nativos. Solo se le escaparon trece especies de Gran Bretaña e Irlanda.

## Intereses botánicos

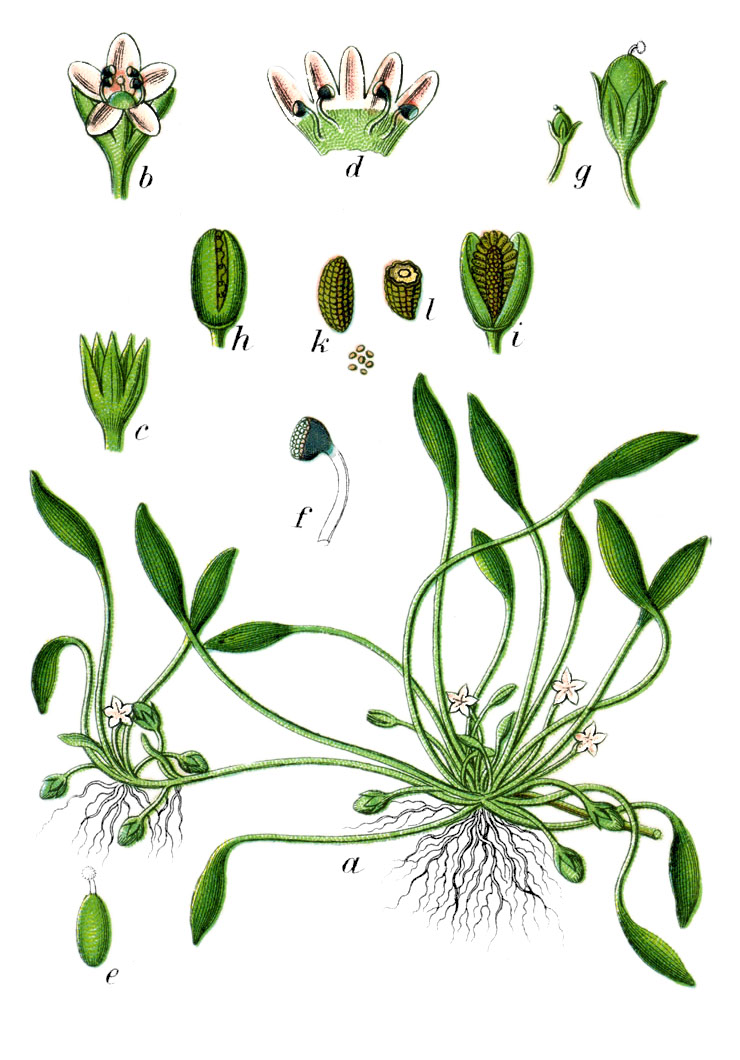
Limosella aquatica, estrechamente relacionado con su descubrimiento de, Limosella aquatica x subulata.

Desde 1903, Vachell fue secretaria honoraria de un comité que preparó el primer volumen de la Flora de Glamorgan. El editor A.H. Trow, era profesor de botánica en University College, de Cardiff de 1905 a 1919, y le ofreció ánimo en su trabajo botánico.
Así como contribuyó a aquel volumen y actuando como registradora, continuando sus hallazgos en Glamorgan, y contribuyó extensamente a las Transacciones del Cardiff Naturalists Society siendo la primera mujer elegida miembro de su Sección Biológica y Geológica; y, entre 1936 a 1937, la primera presidenta mujer de la sociedad. Fue elegida miembro de la Sociedad Linneana de Londres en 1917.
Perteneció a la Sociedad Wild Flower y el Club de Intercambio Botánico, realizando viajes de recolecciones de especímenes con amigos quién eran también miembros, incluyendo a Gertrude Foggitt, Joanna Charlotte Davy. Como ellos, ella tenía un ingreso privado. Sus compañeros y sus viajes en conjunto se describen en el diario de Vachell. En 1926, le preguntó el Museo Británico para que investigara un informe de la Orquídea fantasma. Esta es una de las plantas más raras de Gran Bretaña y durante muchos años el Amgueddfa Cymru (Museo Nacional de Gales) tenía sólo un pequeño rizoma que había sido recogido por Vachell el 29 de mayo de 1926. En los 1930s ella descubrió el híbrido Limosella aquatica x subulata con la Dra. Kathleen B. Blackburn.
Cada semana, desde 1921 a 1948, contribuyó con una columna sobre flores silvestres en Correo Occidental y en los 1920s realizaba charlas sobre flores silvestres en la radio de BBC.

## Otras actividades
Durante ambas guerras mundiales suspendió sus intereses botánicos para hacer trabajo voluntario. Se definía en ser una "entusiasta mujer de iglesia" y activa en la Cruz Roja donde fue comandante y vicepresidenta. En la Primera Guerra Mundial perteneció en un Destacamento de Ayuda Voluntaria VAD en un hospital militar, el 3.º Hospital General Occidental en Cardiff. En la Segunda Guerra Mundial actuó como vicepresidenta del ejército de Tierra de Mujeres en Glamorgan y fue su representante visitante. También tomó a su cargo de la biblioteca del Rookwood Hospital, en Llandaff.

## Legado
Falleció el 6 de diciembre de 1948. Uno de sus obituaristas, H.A. Hyde, curador de botánica en el Museo Nacional de Gales, dijo que proveyó de mucha ayuda y ánimo a los botánicos más jóvenes y compartía su pericia generosamente. Dejó un herbario reunido junto con su padre, para el Museo Nacional de Gales, nombrándose el "Herbario C.T. & E.Vachell". También dejó su diario, libros, registros, notas y £500 para el mantenimiento de su legado. Su testamento especificó un adicional de £ 500 para formar un fondo, de ayuda a la investigación botánica aficionada; y, los gastos de publicar una futura Flora de Glamorgan haciendo uso de sus manuscritos. En 2012 fue una de trece mujeres presentadas en la exposición "Botánicos Inspiradores – Mujeres de Gales" en el Jardín Botánico Nacional de Gales.

## Bibliografía

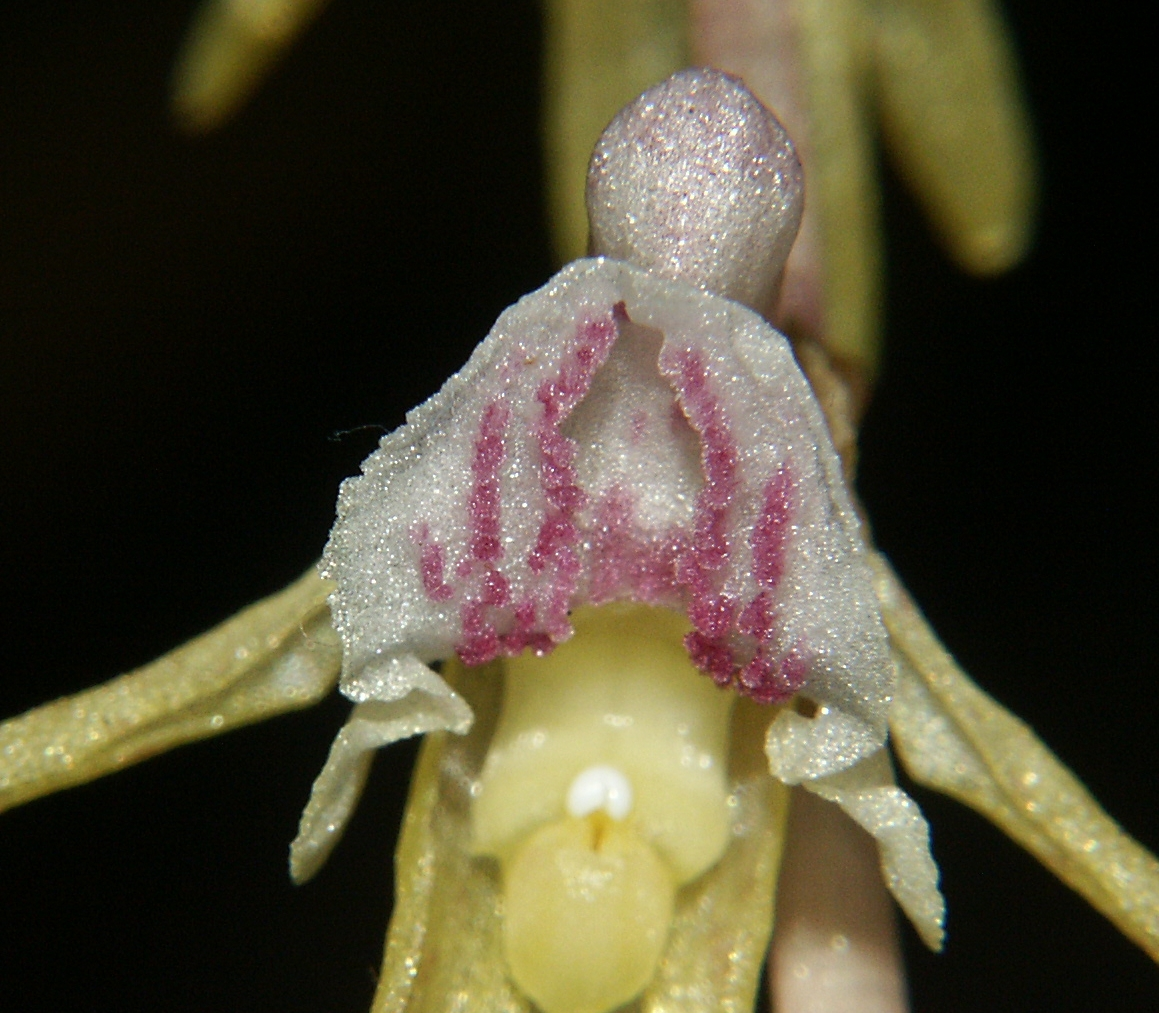
Orquídea fantasma europea Epipogium aphyllum.